# 噶瑪蘭週刊

噶瑪蘭週刊是中華民國宜蘭縣的地方性刊物，噶瑪蘭即為宜蘭縣的古稱，在1986年由游錫堃創辦並兼任發行人，邀請劉守成擔任總編輯、陳武進（陳菊胞弟）擔任社長。
週刊將雜誌定位為「關懷鄉土、真實報導、權威評論」的地方性刊物，內容為政治思想論述與社區訊息報導，強化宜蘭縣府會新聞報導及對各鄉鎮施政的評論，訴求對象為全體宜蘭縣民。前後發行四年，共135期，在1990年停刊。
在環境保護方面，噶瑪蘭週刊力推「宜蘭反蘇火運動」及「宜蘭反六輕運動」，過程中，噶瑪蘭週刊告知宜蘭民眾許多台塑公司計劃設置「第六套輕油裂解廠」及台灣電力公司計畫興建「蘇澳火力發電廠」的相關資訊，包括1986年10月18日報導：【蘇澳全省落塵量冠軍，不歡迎再設火力電廠】，首度披露了蘇澳火力發電廠設廠事宜及1987年3月14日社論以「宜蘭縣議會為何歡迎六輕來設廠？」為題，質疑議員對輕油裂解廠及其環境影響瞭解的不足。其後兩者均退出宜蘭縣，蘇火移建台中港，六輕移設雲林縣。

## 噶瑪蘭週刊對於宜蘭反六輕行動的報導與影響

### 台塑宣布在宜蘭投資六輕
1986年11月6日王永慶宣布準備在宜蘭縣投資四百億元設立輕油裂解廠；11月15日週刊報導：「台塑設廠民眾反應熱烈，贊成者謂可促進繁榮、有人則對是否造成污染表疑慮」

### 噶瑪蘭週刊呼籲：領導人士應慎重看待六輕
1987年1月25日週刊以「既期待又怕受傷害！」為題大幅報導台塑六輕設廠可能性極高並分析其問題與利弊，希望喚起宜蘭縣各界關注。02月7日以社論「慎重看待輕油裂解廠來宜設廠事宜」呼籲「領導本縣民意的各界人士，能夠拿出智慧、道德和勇氣，認真釘住輕油裂解廠的設廠事宜，以顧及本縣未來世代的生活環境為最高考慮」

### 嚴厲批判宜蘭縣議會歡迎六輕到宜蘭設廠的決議
3月5日宜蘭縣議會通過羅國雄議長、林明昌議員提案，歡迎六輕來宜蘭設廠，並決議派正副議長前往台塑公司敦促王永慶來宜蘭縣設輕油裂解廠。03月14日週刊社論以「宜蘭縣議會為何歡迎六輕來設廠？」為題，質疑「幾乎所有的議員對於輕油是什麼？可能造成的公害是什麼？根本沒有了解。在這種情形下冒然通過這個臨時動議案，顯然是很不負責任的行為」。03月21日週刊社論再以「縣議會對宜蘭的愛」談縣議會歡迎六輕來宜蘭設廠，很可能會成為台灣環境保護史上的大笑話。

### 宜蘭縣政府提出設廠條件，王永慶欣然接受
1987年4月8日王永慶到宜蘭縣龍德工業區台化廠舉行說明會，宜蘭縣政府企劃室主任陳木水代表縣政府提出有條件同意，條件如下：一、防治污染標準應依泡泡理論計算核定；二、台塑企業應提建廠總預算的相當百分比向地方購買環境權，使地方政府能夠對受影響的地區做補償性的建設，王永慶認為合理，當場欣然接受。

### 陳定南、游錫堃不同調
04月11日週刊報導：「輕油裂解廠來勢洶洶，王永慶「來宜姿態低低」；新聞評論以「寧可先小人後君子」為題，呼籲「台塑當局及本縣重要人士都必須先小人後君子，不能先君子後小人」；04月18日宜蘭縣議員林明昌發表公開信質疑：「陳定南主張做好環保設施、補償建設經費後支持設廠，游錫堃以環保為理由反對設廠，到底誰真正代表民意？」並表示願意利用公開場合向游錫堃請教，時間、地點由游錫堃決定。

### 陳定南有條件歡迎六輕
05月9日週刊以「你了解六輕嗎？？系列報導之一：台塑的前科檔案」為題報導台塑過去的公害事件。05月16日週刊再以「你了解六輕嗎？？系列報導之二：六輕設廠將造成那些污染？」為題報導六輕設廠後可能帶來的污染。5月21日陳定南縣長回答縣議員質詢說：「縣府是有條件的歡迎，也是有條件的反對，台塑並且必須從建設經費中，提出相當百分比購買環境權」

### 噶瑪蘭週刊全力反對六輕設廠
05月23日噶瑪蘭週刊以「你了解六輕嗎？台塑設廠＝繁榮，＝進步，＝幸福？」為題報導六輕設廠後可能帶來的利與弊；05月30日噶瑪蘭週刊新聞評論以「誠意並不能保證一切」為題呼應蘇澳民眾反對設廠聲浪；以「經營之神擺脫不了污染陰影？」報導台塑集團各地防治污染績效不佳；06月20日噶瑪蘭週刊報導「宜蘭縣往何處去？！」「六輕廠地為何由屏東移到宜蘭？」；07月25日噶瑪蘭週刊報導「關懷宜蘭的青天碧水－專家對六輕評估報告的意見」 08月15日報導「宜蘭往何處去？談蘭陽的環保與經濟」「台塑美國廠「漏氣」被勒令停工！」、8月30報導「台塑的誠意在那裡？」；10月10日報導：「六輕到底要不要來設廠？王永慶與陳定南對談」、「五輕恨，莫使宜蘭成後勁！；11月2日報導「莫使蘭雨變酸雨！！」、「後勁的「惡魔天空下」」、「請王永慶先生為蘭陽福祉三思」。

### 陳定南首度改變為不歡迎
10月5日王永慶到縣政府拜訪並當面洽談，陳定南首度堅定地表示縣府不歡迎六輕設廠（給台塑企業王永慶董事長的公開信1990-12-05）；11月14日台灣環保聯盟宜蘭縣分會在噶瑪蘭雜誌社支持下正式成立，使運動以更具組織方式來運作。例如，發行15種「向六輕宣戰」文宣，並於各鄉鎮舉辦說明會，以及邀請專家學者針對六輕設廠進行環境評估；另一方面，發起兩次集會行動，分別到環保署、工業局以及宜蘭縣政府抗議。11月14日晚上環保聯盟宜蘭縣分會舉辦演講會，陳定南公開演講說：「這段時間，縣政府對這兩個工廠（六輕、蘇澳火店）的汙染，有更深一層的認識，我認為縣政府的條件也要做修正，所以縣政府針對這兩個廠最新的立場就是認為這種污染性的工廠是不是能讓他來宜蘭，我認為應該要全盤來考慮」

### 週刊密集報導反六輕
週刊繼續密集報導反六輕，11月23日報導「守住台灣最後淨土 開創蘭陽健康的明天」；11月30日報導「蘭陽之怒！！捍衛鄉土大集合！！」；12月7日報導「蘭陽平原大浩劫！！」；12月14日報導為何連贊成五輕的教授也反對六輕？

### 陳定南、王永慶辯論轟動全國
1987年12月13日陳定南、王永慶在華視進行電視辯論，進一步使六輕議題成為全國焦點，辯論時陳定南展現堅絕反對六輕在宜蘭設廠的決心與態度，嚴重打擊了台塑在宜蘭設廠的信心與士氣，週刊繼續批評，於1988年1月9日質疑「六輕廠環境影響評估，還是「建廠宣傳手冊」？ ；1月16日報導「石化工業走廊地帶的疾病」。

### 1988年：台塑宣布放棄在宜蘭設廠
三個月後台塑向外透露暫時擱置宜蘭設廠計畫，於03月25日改提在桃園觀音工業區建廠評估報告送環保署 。宜蘭反六輕人士及噶瑪蘭週刊知道台塑並未正式宣佈，利澤工業區270公頃土地仍在台塑手中，等於是一顆不定時炸彈，絲毫不敢大意，直至1988年10月4日王永慶董事長才透過其特助李憲寧宣布「放棄在利澤設立六輕廠」。

### 1990年：噶瑪蘭週刊停刊
噶瑪蘭週刊因創辦人任宜蘭縣長、陳金德、林錫耀進縣政府、劉守成任台灣省議員，團隊成員各有發展，於1990年10月停刊，前後發行4年4個月，出版135期，為宜蘭縣民最終能成功反六輕、反蘇火做出了頗大的貢獻。

### 1990年：中央政府持續施壓，六輕重返宜蘭，縣長游錫堃堅決反對
1990年，台塑六輕在中央政府支持下，以雷霆萬鈞之勢重返宜蘭縣，由李登輝總統、郝柏村院長動用全國黨政資源包括行政院、立法院、宜蘭縣議會向縣政府施壓。1990年12月6日行政院長郝柏村說：「六輕一定要建」，12月7日游錫堃回應「縣府堅決反對六輕建在宜蘭」、「縣府擁有絕對的水權及核發建照權拒六輕設廠，就算因此而遭到撤職也絕不低頭」；1991年3月1日聯合報報導：「不讓六輕設廠，闢路就沒有希望」、「郝院長親示刪除北宜高速路預算」；1991年3月2日縣長游錫堃表示：「如果中央以六輕設在宜蘭作為開闢北宜高速公路的交換條件，縣政府反六輕的基本立場仍不會改變」；1991年3月11日聯合晚報：「北宜路緩建，執政黨有共識」；1991年3月13日中時報導郝院長強調：「中央的政令在各縣市都必須統一」、並以「絕不容許任何縣市成為一個小的獨立王國」譴責縣長游錫堃。

### 六輕終於退出宜蘭縣
在游錫堃縣長堅持不核發建照、不核准水權，陳定南立委、劉守成省議員率眾抗爭及宜蘭縣民激烈反對下，台塑六輕終於放棄宜蘭縣已經購買的土地轉移他處。1991年6月行政院核定六輕設雲林離島工業區；7月雲林人在台西舉辦萬人遊行歡迎六輕；8月雲林縣長廖泉裕、議長張榮味、麥寮鄉長林松村及國民黨縣黨部主委薛正直等黨政要員代表雲林人前往台北向台塑表達歡迎六輕進駐，於是六輕廠址塵埃落定。

## 噶瑪蘭週刊對於宜蘭反蘇澳設火電廠的報導與影響

### 蘇澳設火電廠 地方反對
1986年10月18日針對傳聞已久的台電火力發電廠，噶瑪蘭週刊報導林鎮長：「蘇澳全省落塵量冠軍，不歡迎再設火電廠」。；10月25日噶瑪蘭週刊訪談各地方人士後報導：「拒絕變色的青天，訪各界人士談蘇澳火力發電廠之興建」表達反對立場。；11月3日噶瑪蘭週刊發行人游錫堃在省議會質詢表達反對火電廠設蘇澳鎮。；12月29日台電公司首度在宜蘭像地方人士舉行興建蘇澳火力發電廠計畫簡報，噶瑪蘭週刊報導「各級民代皆表反對」並評論之。

### 積極報導基層反對意見
1987年1月10日以「反對火力發電廠的四大因素」分析之；1月25日社論：「問題出在那裏？」分析民眾對火力發電廠與六輕廠的不同反應游錫堃; 劉守成等. 噶瑪蘭週刊第37期. 噶瑪蘭週刊. 1987-01-25: 2版；2月21日「蘇澳人反對設火力發電廠 調查局透過管道表關心」；2月28日「火力發電廠說明會台電老大眾人不滿」；3月7日噶瑪蘭週刊報導：「行政院政策明顯矛盾，蘇澳鎮民反對設火力發電」。

### 發起火力發電廠聽證會
3月14日報導由週刊發起的「火力發電廠聽證會三月二十一日將召開」；3月21日刊行「火力發電廠專輯」深入報導可能帶來的汙染；3月28日報導「蘇澳火力發電廠聽證會」實況。

### 陳定南表達不歡迎
9月12日報導「台電橫材入灶，蘇澳火力發電廠非設不可？」；12月21日報導「火力發電廠選定澳仔角」；1988年1月4日報導陳定南與台電公司12月17日談話紀實「我們不歡迎火力發電廠」；4月5日報導「蘇澳民眾真的贊成設火力發電廠嗎？」；8月20日報導「放宜蘭一條生路 請勿建六輕、火電」。

### 繼續推動反蘇火運動
12月20日報導「東南亞最大的火力發電廠來了！」；1989年3月5日報導「你了解火電嗎？」系列一「我們不要分贓是的能源政策」；3月25日報導「你了解火電嗎？」系列二「有廠沒有電的負載管理」；4月10日報導「誰說台灣的電不夠用？大家來給台電公司作體檢」；4月25日報導「你了解火電嗎？」系列四「又要反核四又要面對東南亞最大的火電廠」游錫堃; 劉守成等. 噶瑪蘭週刊第111期. 噶瑪蘭週刊. 1987-04-25: 17~19版；5月25日報導「你了解火電嗎？」系列五「找出新的、乾淨的工業結構」游錫堃; 劉守成等. 噶瑪蘭週刊第112期. 噶瑪蘭週刊. 1987-05-25: 26~28版。

### 宜蘭縣長及縣議會議長拜會中央，表達堅決反對
1989年底噶瑪蘭週刊創辦人擔任縣長，1990年2月1日週刊繼續報導「台灣電力預測」；4月1日報導「蘇澳火電廠台電打算八十六年開工」；1992年4月21日縣長游錫堃與議長林榮星連袂拜訪經濟部長蕭萬長先生強烈表達宜蘭縣府會立場一致，堅決反對設立蘇澳火力發電廠。

### 以水鳥保護區成功阻擋火電廠
宜蘭縣政府除堅決反對蘇火設置外，亦以維護「無尾港」獨特野生動物資源為由，主動提報「蘇澳火電廠預定地」設立「無尾港水鳥保護區」，於1993年8月24日獲農委會同意，成為全國第一個依據「野生動物保育法」設立的水鳥保護區，也成功阻擋了經濟部在「無尾港」設立蘇澳火力發電廠的計畫。

### 蘇火繼六輕之後退出宜蘭縣
1993年底台電公司因為宜蘭縣民激烈反對及設廠預定地成為法定水鳥保護區，終於放棄蘇澳火力發電廠計畫。終極年燃煤量年1300萬噸、發電量640萬千瓦，為當時宜蘭縣用電量16倍的蘇澳火力發電廠，終於繼六輕之後退出宜蘭縣。